# Иванов, Иван Тихонович
Иванов Иван Тихонович (1925—1976) — Герой Советского Союза, наводчик орудия 1050-го стрелкового полка 301-й стрелковой Сталинской дивизии 9-го стрелкового Бранденбургского корпуса 5-й ударной армии 1-го Белорусского фронта, младший сержант.

## Биография
Родился в 1925 году в селе Клинское (ныне — Брасовского района Брянской области) в семье рабочего. Русский. С детских лет жил в городе Макеевке Донецкой области Украины. В 1940 году окончил 8 классов. Учился в горно-промышленной школе в городе Макеевка.
В Красной Армии с сентября 1943 года. В боях Великой Отечественной войны с октября 1943 года.
Наводчик орудия 1050-го стрелкового полка (301-я стрелковая дивизия, 5-я ударная армия, 1-й Белорусский фронт) комсомолец младший сержант Иван Иванов отличился 15 января 1945 года при форсировании реки Пилица в районе населённого пункта Пальчев (9 километров юго-восточнее города Варка, Польша).
Пехотинцы и артиллеристы с ходу начали форсировать по льду реку Пилица. Но с вражеского берега вели ураганный огонь по наступавшим частям. Взрывы снарядов и мин взламывали лёд. Наши пушки проваливались, гибли солдаты. Форсирование реки приостановилось. Орудие Ивана Иванова было уже близко к берегу противника. Одним рывком артиллеристы достигли суши и установили пушку на прямую наводку.
И вот одно-единственное орудие оказывается на вражеском берегу. Правда, были ещё и пехотинцы, которые устремились вслед за артиллеристами. Смельчаков активно поддерживала артиллерия нашего берега. Однако положение орудийного расчёта Иванова было очень трудным. Немцы обстреливали пушку из миномётов. Пытались атаковать и пехотой, но были прижаты к земле дружным огнём наших бойцов. Артиллеристы Иванова прямой наводкой расстреливали вражеские укрепления, уничтожали живую силу. И тогда на смельчаков двинулся танк. Немцы, очевидно, считали, что с горсткой бойцов справится и одна боевая машина. Однако 76-миллиметровому орудию не очень-то страшны «тигры». Опыт борьбы с ними уже был. Несколько выстрелов, и танк загорелся.
А тем временем под прикрытием пушки через реку переправлялись все новые и новые подкрепления. Батальон уверенно расширял плацдарм. Пехота противника пошла в контратаку, но расчёт Иванова открыл огонь картечью, и фашисты вновь залегли, ожидая, пока подойдут их танки. И вот до десятка машин двинулись на наши боевые порядки. Артиллеристы и на этот раз не дрогнули. Метким огнём они сумели подбить ещё два вражеских танка.
Семь контратак отбили бойцы передовой группы за один только день. Три танка и около 30 солдат оставили фашисты перед орудием Иванова.
Назавтра бой разгорелся с новой силой, но перевес был уже явно на нашей стороне. Немецкие войска начали отступление в северо-западном направлении.
Указом Президиума Верховного Совета СССР от 27 февраля 1945 года за образцовое выполнение боевых заданий командования на фронте борьбы с немецко-фашистскими захватчиками и проявленные при этом мужество и героизм младшему сержанту Иванову Ивану Тихоновичу присвоено звание Героя Советского Союза с вручением ордена Ленина и медали «Золотая Звезда» (№ 6704).
После войны отважный артиллерист был демобилизован из Вооруженных Сил СССР. Жил в Донбассе. Работал забойщиком на шахте треста «Красногвардейскуголь», мастером-взрывником. Скончался 29 мая 1976 года. Похоронен в Макеевке Донецкой области.
Награждён орденом Ленина, медалями.